# Université des sciences sociales et humaines
L'université des sciences sociales et humaines (École de sciences sociales et humaines, en polonais SWPS Uniwersytet Humanistycznospołeczny) est un établissement privé d'enseignement supérieur et de recherche polonais. De 1996 à 2015 son nom était École de psychologie sociale de Varsovie.

## Spécialités
L'établissement est constitué actuellement de 8 composantes :
- faculté de psychologie de SWPS (Varsovie)
- faculté des arts et des sciences sociales de SWPS (Varsovie)
- faculté de droit de SWPS (Varsovie)
- faculté de psychologie de SWPS (Sopot)
- faculté de psychologie de SWPS (Katowice)
- faculté de psychologie de SWPS (Wrocław)
- faculté de droit et de communication de SWPS (Wrocław)
- faculté des sciences sociales et du design de SWPS (Poznań)

## Doctoratshonoris causa
- Jan Strelau
- Shevah Weiss
- Robert Cialdini
- Philip Zimbardo
- Helmut Skowronek

## Recteurs
1. Andrzej Eliasz (1996 – 2016)
2. Roman Cieślak (2016 –)[2]